# 願興寺 (名古屋市)
願興寺（がんこうじ、がんごうじ）は、愛知県名古屋市中川区牛立町にある浄土真宗の寺。
飛鳥時代に創建されたと推定されている古刹を前身とし、尾張国国分寺となっていた時期もある。

## 概要
願興寺は、飛鳥時代に旧愛知郡古渡村（現在の名古屋市中区正木付近）に創建された尾張願興寺の系譜を引くとされる。
戦国期の延徳年間に浄土真宗へ改宗、その後、旧地から現在地（愛知郡牛立村）に移転したとされる 。織田信秀の古渡城築城が移転理由と言われている。

## 旧地
一説に願興寺は尾張氏の氏寺として創建された東海地方最古の寺とされ、平安時代には定額寺として扱われていた。「尾張元興寺」「元興寺」という表記も用いられる。奈良県の元興寺の分院として道場法師が創建したという寺伝がある。
後の発掘調査で、旧地とされる名古屋市中区正木四丁目付近から飛鳥時代に製作されたと推定される水煙や瓦などの遺物や五重塔の遺構が見つかっている。旧地は正木町遺跡などと近接しており、周辺では弥生時代から平安時代の遺跡が多く見つかっている。
古代の願興寺は相当に大規模な寺院であったと推定されており、その名は『日本紀略』にも登場する。
この記述によれば、尾張国分寺が焼失したため、9世紀には願興寺が実質的に尾張国の国分寺と扱われていたことが分かる。しかし旧地から10世紀の遺物は激減するため、当寺は衰退したらしい。平安末期に一度廃寺となった後、源義次によって再建されたという。
江戸時代1718年（享保3年）に、願興寺の旧地に新たに知恩院の末寺として「元興寺」が建立され、現在「尾張元興寺跡」の立て看板が設置されている。その西隣には同じく江戸時代に泰雲寺が建てられた（旧地の西半分に相当すると考えられる）。